# Aśvajit
Aśvajit (in sanscrito; in pali: Assaji; fl. VI secolo a.C.) è stato uno dei primi cinque arhat di Gautama Buddha.
È noto per la sua conversione di Sariputta e Mahamoggallana, due dei principali discepoli maschi del Buddha, controparti delle monache Khema e Uppalavanna, le principali discepole. Visse in quelli che oggi sono Uttar Pradesh e Bihar, nel nord dell'India, durante il VI secolo a.C.

## Background
Aśvajit nacque in una famiglia di bramini. Suo padre era uno degli otto studiosi bramini che furono invitati da Suddhodana, il monarca del regno di Sakyan, a Kapilavastu per predire il futuro di suo figlio Siddhartha. Il padre di Aśvajit e sei degli altri brahmani avevano predetto che Siddhartha sarebbe diventato un grande leader religioso o un grande monarca militare. Kaundinya, il più giovane, fu l'unico a dichiarare con fiducia che Siddhartha sarebbe diventato un Buddha. Di conseguenza, quando Siddhartha rinunciò al mondo, Kaundinya e Aśvajit, così come Bhaddiya, Vappa e Mahanama, tre figli di tre studiosi bramini si unirono a Siddhartha nella vita ascetica. I cinque si unirono a Siddhartha nelle pratiche di automortificazione a Uruvela. Quando Siddhartha abbandonò questa pratica per seguire la Via di Mezzo, li lasciò in uno stato di delusione, perché credevano diventato indulgente.

## Arhat
Ma dopo l'illuminazione, il Buddha fece loro visita a Sarnath, dove si erano spostati dopo la scissione. Il Buddha predicò le Quattro Nobili Verità e il Dhammacakkappavattana Sutra, e divennero i primi cinque bhikkhu del sangha.  Aśvajit fu l'ultimo a comprendere gli insegnamenti e il Buddha dovette dare ulteriori spiegazioni a lui e Mahanama mentre gli altri tre bhikkhu uscivano per l'elemosina. Fu l'ultimo a raggiungere sotapanna, il primo stadio dello stato di arhat. Divenne un arhat, insieme agli altri, durante la predicazione del Sutra Anattalakkhana.

## Conversione di Sariputta e Mahamoggallana
Aśvajit era in elemosina a Rajagaha, quando Sariputta, alla ricerca dell'illuminazione, lo vide. Rimasto colpito dal comportamento di Aśvajit, Sariputta lo seguì fino a quando non ebbe terminato le sue elemosine. Dopo che Aśvajit si sedette, Sariputta gli chiese del suo insegnante e dell'insegnamento che seguiva. Inizialmente,  Aśvajit fu riluttante a predicare, spiegando che era inesperto, ma cedette alle sollecitazioni di Sariputta.  Aśvajit parlò brevemente: 
Sariputta comprese, raggiungendo il sotapanna, il primo stadio di arhat dopo aver ascoltato gli insegnamenti, che comprendevano le Quattro Nobili Verità. Andò a dire a Mahamoggallana, suo amico fin dall'infanzia, che aveva avuto successo nella sua ricerca dell'illuminazione. Entrambi poi divennero bhikkhu nel sangha e divennero i due principali discepoli del Buddha.
Aśvajit era molto venerato da Sariputta e in qualunque quartiere risiedesse Aśvajit, Sariputta stendeva le mani giunte in un atteggiamento di riverente supplica in quella direzione, oltre a voltare la testa quando si sdraiava per dormire in quella direzione.
Un giorno quando Aśvajit stava attraversando Vesali per chiedere l'elemosina, il Nigantha Saccaka, che era in cerca di asceti con cui dibattere, lo interrogò sul Dharma del Buddha perché Aśvajit era un discepolo di spicco (ñātaññatara-sāvaka).  Aśvajit fornì un riassunto della dottrina contenuta nell'Anattalakkhana Sutta. Fiducioso della sua capacità di confutare questi punti di vista, Saccaka si recò con un ampio supporto di Licchavis dal Buddha e lo interrogò. Questa ful'occasione per la predicazione della Cula-Saccaka Sutta.